# Villotte-Saint-Seine
Villotte-Saint-Seine é uma comuna francesa na região administrativa da Borgonha-Franco-Condado, no departamento de Côte-d'Or. Estende-se por uma área de 7,14 km². Em 2010 a comuna tinha 77 habitantes (densidade: 10,8 hab./km²).